# A-League 2013-2014
Il campionato di A-League 2013-2014 è la 9ª edizione della A-League, la massima divisione del campionato australiano di calcio. È iniziato il 10 ottobre 2013 e si è concluso l'11 aprile 2014.
I criteri di accesso alla AFC Champions League rimangono invariati. A qualificarsi per la AFC Champions League sono quindi solo le prime due squadre: la prima alla fase a gironi, la seconda ai preliminari.

## Squadre partecipanti
| Club               | Città            | Stadio                           | Risultato nella stagione 2012-2013 |
| ------------------ | ---------------- | -------------------------------- | ---------------------------------- |
| Adelaide Utd       | Adelaide         | Coopers Stadium                  | 4º posto in A-League               |
| Brisbane Roar      | Brisbane         | Suncorp Stadium                  | 5º posto in A-League               |
| C.C. Mariners      | Gosford          | Bluetongue Central Coast Stadium | Campione d'Australia in carica     |
| Melbourne Heart    | Melbourne        | AAMI Park                        | 9º posto in A-League               |
| Melbourne Victory  | Melbourne        | Etihad Stadium AAMI Park         | 3º posto in A-League               |
| Newcastle Jets     | Newcastle        | Hunter Stadium                   | 8º posto in A-League               |
| Perth Glory        | Perth            | nib Stadium                      | 6º posto in A-League               |
| Sydney FC          | Sydney           | Allianz Stadium                  | 7º posto in A-League               |
| Wellington Phoenix | Wellington (NZL) | Westpac Stadium                  | 10º posto in A-League              |
| Western Sydney     | Sydney           | Pirtek Stadium                   | 1º posto in A-League               |

## Allenatori
| Club               | Allenatore       | In carica da     |
| ------------------ | ---------------- | ---------------- |
| Adelaide Utd       | Josep Gombau     | 30 aprile 2013   |
| Brisbane Roar      | Mike Mulvey      | 18 dicembre 2012 |
| C.C. Mariners      | Graham Arnold    | 10 febbraio 2010 |
| Melbourne Heart    | John Aloisi      | 8 maggio 2012    |
| Melbourne Victory  | Kevin Muscat     | 31 ottobre 2013  |
| Newcastle Jets     | Gary van Egmond  | 20 ottobre 2011  |
| Perth Glory        | Alistair Edwards | 11 febbraio 2013 |
| Sydney FC          | Frank Farina     | 28 novembre 2012 |
| Wellington Phoenix | Ernie Merrick    | 20 maggio 2013   |
| Western Sydney     | Tony Popović     | 17 maggio 2012   |

### Allenatori esonerati, dimessi e subentrati
- esonerato Ange Postecoglou (il 31 ottobre 2013[1]) - subentrato Kevin Muscat (il 31 ottobre 2013[2]).

## Stagione regolare

### Classifica finale
| Pos. | Squadra            | Pt | G  | V  | N | P  | GF | GS | DR  |
| ---- | ------------------ | -- | -- | -- | - | -- | -- | -- | --- |
| 1.   | Brisbane Roar      | 52 | 27 | 16 | 4 | 7  | 43 | 25 | +18 |
| 2.   | Western Sydney     | 42 | 27 | 11 | 9 | 7  | 34 | 29 | +5  |
| 3.   | C.C. Mariners      | 42 | 27 | 12 | 6 | 9  | 33 | 36 | -3  |
| 4.   | Melbourne Victory  | 41 | 27 | 11 | 8 | 8  | 42 | 43 | -1  |
| 5.   | Sydney FC          | 39 | 27 | 12 | 3 | 12 | 40 | 38 | +2  |
| 6.   | Adelaide Utd       | 38 | 27 | 10 | 8 | 9  | 45 | 36 | +9  |
| 7.   | Newcastle Jets     | 36 | 27 | 10 | 6 | 11 | 34 | 34 | 0   |
| 8.   | Perth Glory        | 28 | 27 | 7  | 7 | 13 | 28 | 37 | -9  |
| 9.   | Wellington Phoenix | 28 | 27 | 7  | 7 | 13 | 36 | 53 | -17 |
| 10.  | Melbourne Heart    | 26 | 27 | 6  | 8 | 13 | 36 | 42 | -6  |

## Finals series

### Tabellone
|  | Elimination Finals | Elimination Finals | Elimination Finals |                   |               | Semifinali    | Semifinali    | Semifinali |  |  | Grand Final | Grand Final | Grand Final |  |
|  |                    |                    |                    |                   |               |               |               |            |  |  |             |             |             |  |
|  |                    |                    |                    |                   |               | 1             | Brisbane Roar | 1          |  |  |             |             |             |  |
|  |                    |                    |                    |                   |               | 1             | Brisbane Roar | 1          |  |  |             |             |             |  |
|  |                    |                    |                    | Melbourne Victory | 0             |               |               |            |  |  |             |             |             |  |
|  | 4                  | Melbourne Victory  | 2                  | Melbourne Victory | 0             |               |               |            |  |  |             |             |             |  |
|  | 4                  | Melbourne Victory  | 2                  |                   |               |               |               |            |  |  |             |             |             |  |
|  | 5                  | Sydney FC          | 1                  |                   |               |               |               |            |  |  |             |             |             |  |
|  | 5                  | Sydney FC          | 1                  |                   | Brisbane Roar | Brisbane Roar | 2             |            |  |  |             |             |             |  |
|  |                    |                    |                    |                   |               |               |               |            |  |  |             |             |             |  |
|  |                    |                    | Western Sydney     | Western Sydney    | 1             |               |               |            |  |  |             |             |             |  |
|  |                    |                    |                    | Western Sydney    | 1             |               |               |            |  |  |             |             |             |  |
|  |                    |                    |                    |                   |               |               |               |            |  |  |             |             |             |  |
|  |                    |                    |                    |                   |               |               |               |            |  |  |             |             |             |  |
|  |                    | 2                  | Western Sydney     | 2                 |               |               |               |            |  |  |             |             |             |  |
|  |                    |                    |                    | 2                 |               |               |               |            |  |  |             |             |             |  |
|  |                    |                    |                    | C.C. Mariners     | 0             |               |               |            |  |  |             |             |             |  |
|  | 3                  | C.C. Mariners      | 1                  | C.C. Mariners     | 0             |               |               |            |  |  |             |             |             |  |
|  | 3                  | C.C. Mariners      | 1                  |                   |               |               |               |            |  |  |             |             |             |  |
|  | 6                  | Adelaide Utd       | 0                  |                   |               |               |               |            |  |  |             |             |             |  |

## Statistiche e record

### Classifica marcatori
| Gol |  |  | Giocatore            | Squadra            |
| --- |  |  | -------------------- | ------------------ |
| 16  |  |  | Adam Taggart         | Newcastle Jets     |
| 12  |  |  | David Joel Williams  | Melbourne Heart    |
| 12  |  |  | James Troisi         | Melbourne Victory  |
| 11  |  |  | Besart Berisha       | Brisbane Roar      |
| 10  |  |  | Stein Huysegems      | Wellington Phoenix |
| 10  |  |  | Alessandro Del Piero | Sydney FC          |
| 9   |  |  | Jerónimo Neumann     | Adelaide Utd       |
| 9   |  |  | Miguel Ferreira      | Adelaide Utd       |

## Copertura televisiva
Come accaduto nella stagione precedente, anche nella stagione 2013-2014 Mediaset ha annunciato l'acquisto dei diritti per trasmettere tutte le partite del Sydney FC, per un totale di 27 partite dall'11 ottobre 2013 fino all'11 aprile 2014, sul pacchetto Premium Calcio della piattaforma Mediaset Premium.